# Nathan Robertson
Nathan James Robertson (Nottingham, 30 de mayo de 1977) es un deportista británico que compitió para Inglaterra en bádminton, en las modalidades de dobles y dobles mixto.
Participó en tres Juegos Olímpicos de Verano, obteniendo una medalla de plata en Atenas 2004, en la prueba de dobles mixtos (junto con Gail Emms), el quinto lugar en Sídney 2000 (dobles) y el quinto en Pekín 2008 (dobles mixto).
Ganó dos medallas en el Campeonato Mundial de Bádminton, oro en 2006 y bronce en 1999, y ocho medallas en el Campeonato Europeo de Bádminton entre los años 1998 y 2010.

## Palmarés internacional
| Representando al Reino Unido |                          |                   |              |
| Juegos Olímpicos             |                          |                   |              |
| Año                          | Lugar                    | Medalla           | Prueba       |
| 2004                         | Atenas (Grecia)          | Medalla de plata  | Dobles mixto |
| Representando a Inglaterra   |                          |                   |              |
| Campeonato Mundial           |                          |                   |              |
| Año                          | Lugar                    | Medalla           | Prueba       |
| 1999                         | Copenhague (Dinamarca)   | Medalla de bronce | Dobles       |
| 2006                         | Madrid (España)          | Medalla de oro    | Dobles mixto |
| Campeonato Europeo           |                          |                   |              |
| Año                          | Lugar                    | Medalla           | Prueba       |
| 1998                         | Sofía (Bulgaria)         | Medalla de bronce | Dobles       |
| 2000                         | Glasgow (Reino Unido)    | Medalla de bronce | Dobles       |
| 2002                         | Malmö (Suecia)           | Medalla de plata  | Dobles       |
| 2002                         | Malmö (Suecia)           | Medalla de plata  | Dobles mixto |
| 2004                         | Ginebra (Suiza)          | Medalla de oro    | Dobles mixto |
| 2004                         | Ginebra (Suiza)          | Medalla de plata  | Dobles       |
| 2008                         | Herning (Dinamarca)      | Medalla de bronce | Dobles mixto |
| 2010                         | Mánchester (Reino Unido) | Medalla de bronce | Dobles mixto |